# Agustín Alezzo
Agustín Andrés Oscar Alezzo (Buenos Aires, 15 de agosto de 1935-ib., 9 de julio de 2020) fue un director de teatro y maestro de actores argentino de vasta trayectoria, uno de los pioneros de la introducción del método Stanislavski en el teatro argentino.

## Carrera profesional
Se inició en 1955 en el Nuevo Teatro de Alejandra Boero y Pedro Asquini. Alumno de Hedy Crilla y Lee Strasberg, integró el grupo Juan Cristóbal y La máscara en la década de 1960. Como actor participa en obras de Georg Büchner, Bertolt Brecht, Ricardo Halac, Willis Hall y Max Frisch, bajo la dirección de Crilla, Carlos Gandolfo, Augusto Fernandes, Juan Carlos Gené y Atahualpa del Cioppo.
Debutó como director en La mentira de Nathalie Sarraute en 1968.
Luego de trabajar en Perú regresó a Buenos Aires en 1972. En los años setenta fue responsable de importantes producciones porteñas como Las brujas de Salem de Arthur Miller con Alfredo Alcón, Alicia Bruzzo, Milagros de la Vega y Leonor Manso, Ejecución de John Herbert, Romance de lobos de Valle Inclán, Botín de Joe Orton, La rosa tatuada de Tennessee Williams, Arsénico y encaje antiguo de Joseph Kesselring, Memorias de un adolescente de Neil Simon, Cartas de amor en papel azul de Arnold Wesker, Master Class de Terence McNally con Norma Aleandro, Recuerdo de dos lunes de Arthur Miller, Ricardo III de Shakespeare, La profesión de la Señora Warren de George Bernard Shaw, Rose de Martin Sherman, El jardín de los cerezos de Antón Chéjov con María Rosa Gallo, Sólo 80 y Yo amo a Shirley con Alicia Bruzzo entre otras.
En televisión dirigió entre 1975 y 1976 Nosotros con Norma Aleandro y Federico Luppi y piezas de Henry James, Eugene O'Neill, Carlos Gorostiza, Noel Coward y Pedro Orgambide entre otros, para ser incluido poco después en las «listas negras» de intelectuales prohibidos durante la dictadura.
En 2005 dirigió en Madrid El zoo de cristal y en 2007 en Buenos Aires, Yo soy mi propia mujer con Julio Chávez obteniendo el Premio Clarín al mejor director. También obtuvo el Premio Konex de Platino en 2001 como el Mejor Director de Teatro de la década en Argentina, y el Konex de Honor 2021 a la figura fallecida más importante del Espectáculo Argentino, además del Diploma al Mérito en 1981 y 1991 y el Premio María Guerrero a la trayectoria.
Dirigió el Conservatorio Nacional de Arte Dramático argentino y dirigía su escuela, El Duende la cual funcionó durante algunos años como teatro independiente pero en 2017, la sala fue cerrada limitando su actividad únicamente a la tradicional escuela de teatro.
En 2014 recibió el Premio Shakespeare otorgado por la Fundación Romeo y por la Embajada Británica en Argentina.

## Filmografía
Intérprete
- Buenos Aires, verano 1912 (1966)
- Pajarito Gomez, una vida feliz (1965)

## Fallecimiento
Fue ingresado el 1 de junio de 2020 en el sanatorio Trinidad a causa de una neumonía grave y  por una infección urinaria, por protocolo se le realizó el test de COVID-19 el cual dio positivo. Falleció un mes después, el 9 de julio, a causa de un paro cardíaco causado por un choque séptico derivado de la COVID-19. Tenía 84 años.